# Saison 2013-2014 du Pro12
Navigation
Pro12 2012-2013 Pro12 2014-2015
La saison 2013-2014 du Pro12, ou RaboDirect Pro12 du nom de son sponsor du moment (RaboDirect, filiale de la banque néerlandaise Rabobank), voit s'affronter douze franchises écossaises, galloises, irlandaises et italiennes de rugby à XV. Le championnat débute le 6 septembre 2013 pour s'achever par une finale le 31 mai 2014. La première phase est dite régulière avec des doubles confrontations en matchs aller-retour. À l'issue des vingt-deux journées de la phase régulière, les quatre premières équipes sont qualifiées pour la phase de playoff avec des demi-finales et une finale pour l'attribution du titre. Le champion en titre, le Leinster, premier de la phase régulière, s'impose en finale face aux Glasgow Warriors sur le score de 34 à 12.

## Liste des équipes en compétition
| Franchises irlandaises - Connacht - Leinster - Munster - Ulster | Franchises galloises - Cardiff Blues - Newport Gwent Dragons - Scarlets - Ospreys |
| Franchises écossaises - Édimbourg Rugby - Glasgow Warriors      | Franchises italiennes - Benetton Trévise - Zebre                                  |

## Résumé des résultats

### Classement de la phase régulière
| Rang | Franchise             | J  | V  | N | D  | Bo | Bd | Pm  | Pe  | Diff | Pts |
| ---- | --------------------- | -- | -- | - | -- | -- | -- | --- | --- | ---- | --- |
| 1    | Leinster (T)          | 22 | 17 | 1 | 4  | 8  | 4  | 554 | 352 | +202 | 82  |
| 2    | Glasgow Warriors      | 22 | 18 | 0 | 4  | 4  | 3  | 484 | 309 | +175 | 79  |
| 3    | Munster               | 22 | 16 | 0 | 6  | 7  | 3  | 538 | 339 | +199 | 74  |
| 4    | Ulster                | 22 | 15 | 0 | 7  | 6  | 4  | 470 | 319 | +151 | 70  |
| 5    | Ospreys               | 22 | 13 | 1 | 8  | 6  | 6  | 571 | 388 | +183 | 66  |
| 6    | Scarlets              | 22 | 11 | 1 | 10 | 3  | 6  | 435 | 438 | -3   | 55  |
| 7    | Cardiff Blues         | 22 | 8  | 1 | 13 | 1  | 6  | 425 | 538 | -113 | 41  |
| 8    | Édimbourg Rugby       | 22 | 7  | 0 | 15 | 2  | 8  | 397 | 526 | -129 | 38  |
| 9    | Newport Gwent Dragons | 22 | 7  | 1 | 14 | 0  | 5  | 392 | 492 | -100 | 35  |
| 10   | Connacht              | 22 | 6  | 0 | 16 | 4  | 7  | 371 | 509 | -138 | 35  |
| 11   | Benetton Trévise      | 22 | 5  | 1 | 16 | 1  | 7  | 376 | 591 | -215 | 30  |
| 12   | Zebre                 | 22 | 5  | 2 | 15 | 0  | 5  | 347 | 559 | -212 | 29  |

|  | Qualifiés pour la phase finale et la Coupe d'Europe 2014-2015 (no 1, no 2, no 3, no 4). |
|  | Qualifiés pour la Coupe d'Europe 2014-2015.                                             |
|  | T : tenant du titre 2013                                                                |

Attribution des points : victoire : 4, match nul : 2, défaite : 0 ; plus les bonus (offensif : 4 essais marqués ; défensif : défaite par 7 points d'écart maximum).
Règles de classement : 1. Nombre de victoires ; 2.différence de points ; 3. nombre d'essais marqués ; 4. nombre de points marqués ; 5. différence d'essais ; 6. rencontre supplémentaire si la première place est concernée sinon nombre de cartons rouges, puis jaunes.
Règles de qualification en Coupe d'Europe : les changements liés à la nouvelle Coupe d'Europe octroient sept places à des équipes de Pro12 : le meilleur club de chaque pays, les trois places étant aux trois clubs les mieux classés ne figurant pas parmi les quatre clubs qualifiés par la première règle.

### Phase finale
Les quatre premiers de la phase régulière sont qualifiés pour les demi-finales. L'équipe classée première affronte à domicile celle classée quatrième alors que la seconde reçoit la troisième. La finale a lieu sur le terrain choisi par la meilleure équipe restant en course.
|  | Demi-finales                            | Demi-finales                   |          |    | Finale                         | Finale                         |
|  | Demi-finales                            | Demi-finales                   |          |    | Finale                         | Finale                         |
|  |                                         |                                |          |    |                                |                                |
|  | 17 mai 2014, RDS Arena, Dublin          | 17 mai 2014, RDS Arena, Dublin |          |    | 31 mai 2014, RDS Arena, Dublin | 31 mai 2014, RDS Arena, Dublin |
|  | 17 mai 2014, RDS Arena, Dublin          | 17 mai 2014, RDS Arena, Dublin |          |    | 31 mai 2014, RDS Arena, Dublin | 31 mai 2014, RDS Arena, Dublin |
|  | [1] Leinster                            | 13                             |          |    | 31 mai 2014, RDS Arena, Dublin | 31 mai 2014, RDS Arena, Dublin |
|  | [1] Leinster                            | 13                             |          |    | 31 mai 2014, RDS Arena, Dublin | 31 mai 2014, RDS Arena, Dublin |
|  | [4] Ulster                              | 9                              |          |    | 31 mai 2014, RDS Arena, Dublin | 31 mai 2014, RDS Arena, Dublin |
|  | [4] Ulster                              | 9                              | Leinster | 34 |                                |                                |
|  | 16 mai 2014, Scotstoun Stadium, Glasgow |                                | Leinster | 34 |                                |                                |
|  |                                         | Glasgow Warriors               | 12       |    |                                |                                |
|  | [2] Glasgow Warriors                    | Glasgow Warriors               | 12       | 16 |                                |                                |
|  | [2] Glasgow Warriors                    |                                |          | 16 |                                |                                |
|  | [3] Munster                             | 15                             |          |    |                                |                                |
|  | [3] Munster                             | 15                             |          |    |                                |                                |

## Résultats détaillés

### Phase régulière

#### Tableau synthétique des résultats
L'équipe qui reçoit est indiquée dans la colonne de gauche.
| Clubs                 | CAR   | CON   | DRA   | EDI   | GLA   | SCA   | LEI   | MUN   | OSP   | TRE   | ULS   | ZEB   |
| --------------------- | ----- | ----- | ----- | ----- | ----- | ----- | ----- | ----- | ----- | ----- | ----- | ----- |
| Cardiff Blues         |       | 21-10 | 21-13 | 29-12 | 20-27 | 17-13 | 22-34 | 10-31 | 19-22 | 17-13 | 28-23 | 25-30 |
| Connacht              | 15-22 |       | 14-11 | 11-7  | 12-19 | 21-24 | 8-16  | 23-32 | 23-46 | 38-6  | 7-18  | 25-16 |
| Newport Gwent Dragons | 22-16 | 8-24  |       | 19-23 | 24-23 | 23-16 | 19-23 | 14-18 | 10-20 | 20-19 | 15-8  | 30-7  |
| Édimbourg Rugby       | 22-29 | 43-10 | 16-13 |       | 16-20 | 9-22  | 11-6  | 12-55 | 31-25 | 20-13 | 3-9   | 25-23 |
| Glasgow Warriors      | 22-15 | 8-6   | 8-23  | 37-34 |       | 14-6  | 12-6  | 6-13  | 11-9  | 29-10 | 27-9  | 54-0  |
| Scarlets              | 27-15 | 32-30 | 34-23 | 25-21 | 12-17 |       | 19-42 | 18-13 | 6-10  | 26-10 | 17-9  | 27-20 |
| Leinster              | 34-20 | 16-13 | 31-19 | 15-13 | 28-25 | 36-19 |       | 22-18 | 29-29 | 62-7  | 19-6  | 27-0  |
| Munster               | 54-13 | 22-16 | 23-9  | 34-23 | 5-22  | 16-10 | 19-15 |       | 12-6  | 14-3  | 17-19 | 36-8  |
| Ospreys               | 34-9  | 45-20 | 40-17 | 44-10 | 16-28 | 17-12 | 25-19 | 11-25 |       | 75-7  | 12-18 | 30-20 |
| Benetton Trévise      | 26-26 | 23-3  | 45-27 | 20-16 | 16-38 | 33-41 | 20-21 | 29-19 | 19-24 |       | 12-14 | 20-15 |
| Ulster                | 39-21 | 58-12 | 38-8  | 41-17 | 12-13 | 26-13 | 20-22 | 29-19 | 10-7  | 32-13 |       | 13-6  |
| Zebre                 | 15-10 | 19-27 | 25-25 | 26-13 | 17-24 | 16-16 | 8-31  | 21-43 | 30-27 | 14-12 | 11-19 |       |

|  | Victoire à domicile |  | Match nul |  | Défaite à domicile |

#### Détail des résultats
Les points marqués par chaque équipe sont inscrits dans les colonnes centrales (3-4) alors que les essais marqués sont donnés dans les colonnes latérales (1-6). Les points de bonus sont symbolisés par une bordure bleue pour les bonus offensifs (quatre essais ou plus marqués), orange pour les bonus défensifs (défaite avec au plus sept points d'écart), rouge si les deux bonus sont cumulés.
| 1 | Scarlets              | 19 | 42 | Leinster        | 5 |
| 0 | Newport Gwent Dragons | 15 | 8  | Ulster          | 1 |
| 1 | Glasgow Warriors      | 22 | 15 | Cardiff Blues   | 0 |
| 3 | Connacht              | 25 | 16 | Zebre           | 1 |
| 5 | Munster               | 34 | 23 | Édimbourg Rugby | 2 |
| 1 | Benetton Trévise      | 19 | 24 | Ospreys         | 2 |

| 0 | Cardiff Blues   | 21 | 10 | Connacht              | 1 |
| 0 | Ulster          | 12 | 13 | Glasgow Warriors      | 1 |
| 2 | Zebre           | 21 | 43 | Munster               | 4 |
| 1 | Édimbourg Rugby | 16 | 13 | Newport Gwent Dragons | 1 |
| 3 | Leinster        | 29 | 29 | Ospreys               | 2 |
| 2 | Scarlets        | 26 | 10 | Benetton Trévise      | 1 |

| 2 | Newport Gwent Dragons | 23 | 16 | Scarlets        | 1 |
| 1 | Cardiff Blues         | 25 | 30 | Zebre           | 3 |
| 2 | Glasgow Warriors      | 12 | 6  | Leinster        | 0 |
| 2 | Benetton Trévise      | 29 | 19 | Munster         | 3 |
| 6 | Ospreys               | 44 | 10 | Édimbourg Rugby | 1 |
| 1 | Connacht              | 7  | 18 | Ulster          | 2 |

| 5 | Ulster          | 32 | 13 | Benetton Trévise      | 1 |
| 2 | Zebre           | 17 | 24 | Glasgow Warriors      | 3 |
| 4 | Leinster        | 34 | 20 | Cardiff Blues         | 2 |
| 0 | Édimbourg Rugby | 9  | 22 | Scarlets              | 3 |
| 2 | Connacht        | 23 | 46 | Ospreys               | 6 |
| 2 | Munster         | 23 | 9  | Newport Gwent Dragons | 0 |

| 0 | Ospreys               | 12 | 18 | Ulster           | 0 |
| 3 | Newport Gwent Dragons | 30 | 7  | Zebre            | 1 |
| 2 | Benetton Trévise      | 23 | 3  | Connacht         | 0 |
| 0 | Scarlets              | 12 | 17 | Glasgow Warriors | 2 |
| 1 | Munster               | 19 | 15 | Leinster         | 0 |
| 2 | Cardiff Blues         | 29 | 12 | Édimbourg Rugby  | 0 |

| 4 | Ospreys          | 40 | 17 | Newport Gwent Dragons | 2 |
| 5 | Ulster           | 39 | 21 | Cardiff Blues         | 2 |
| 1 | Zebre            | 16 | 16 | Scarlets              | 1 |
| 0 | Glasgow Warriors | 6  | 13 | Munster               | 1 |
| 2 | Édimbourg Rugby  | 20 | 13 | Benetton Trévise      | 1 |
| 1 | Leinster         | 16 | 13 | Connacht              | 1 |

| 1 | Newport Gwent Dragons | 19 | 23 | Leinster         | 2 |
| 3 | Édimbourg Rugby       | 25 | 23 | Zebre            | 2 |
| 2 | Cardiff Blues         | 17 | 13 | Benetton Trévise | 1 |
| 0 | Connacht              | 12 | 19 | Glasgow Warriors | 1 |
| 1 | Scarlets              | 17 | 9  | Ulster           | 0 |
| 0 | Munster               | 12 | 6  | Ospreys          | 0 |

| 0 | Ulster           | 41 | 17 | Édimbourg Rugby       | 3 |
| 1 | Glasgow Warriors | 8  | 23 | Newport Gwent Dragons | 2 |
| 2 | Ospreys          | 30 | 20 | Zebre                 | 2 |
| 2 | Connacht         | 21 | 24 | Scarlets              | 3 |
| 1 | Cardiff Blues    | 10 | 31 | Munster               | 4 |
| 2 | Benetton Trévise | 20 | 21 | Leinster              | 2 |

| 1 | Ospreys               | 16 | 28 | Glasgow Warriors | 3 |
| 1 | Newport Gwent Dragons | 14 | 18 | Munster          | 0 |
| 4 | Édimbourg Rugby       | 43 | 10 | Connacht         | 1 |
| 1 | Zebre                 | 11 | 19 | Ulster           | 1 |
| 2 | Benetton Trévise      | 26 | 26 | Cardiff Blues    | 2 |
| 5 | Leinster              | 36 | 19 | Scarlets         | 3 |

| 1 | Cardiff Blues    | 19 | 22 | Ospreys               | 1 |
| 1 | Ulster           | 13 | 6  | Zebre                 | 0 |
| 1 | Édimbourg Rugby  | 11 | 6  | Leinster              | 0 |
| 1 | Connacht         | 14 | 11 | Newport Gwent Dragons | 1 |
| 1 | Munster          | 16 | 10 | Scarlets              | 1 |
| 0 | Glasgow Warriors | 0  | 0  | Benetton Trévise      | 0 |

| 11e journée jeudi 26 au samedi 28 décembre \| 0 \| Scarlets \| 6 \| 10 \| Ospreys \| 1 \| \| 1 \| Édimbourg Rugby \| 16 \| 20 \| Glasgow Warriors \| 1 \| \| 1 \| Newport Gwent Dragons \| 22 \| 16 \| Cardiff Blues \| 1 \| \| 1 \| Munster \| 22 \| 16 \| Connacht \| 1 \| \| 2 \| Benetton Trévise \| 20 \| 15 \| Zebre \| 2 \| \| 1 \| Leinster \| 19 \| 6 \| Ulster \| 0 \| |                       |    |    |                  |   |
| 0 | Scarlets              | 6  | 10 | Ospreys          | 1 |
| 1 | Édimbourg Rugby       | 16 | 20 | Glasgow Warriors | 1 |
| 1 | Newport Gwent Dragons | 22 | 16 | Cardiff Blues    | 1 |
| 1 | Munster               | 22 | 16 | Connacht         | 1 |
| 2 | Benetton Trévise      | 20 | 15 | Zebre            | 2 |
| 1 | Leinster              | 19 | 6  | Ulster           | 0 |

### Phase finale

#### Demi-finales
| 17 mai 2014 19 h 00 WET | Leinster | 13 – 9 (0 – 6) | Ulster                                   | RDS Arena, Dublin 18 500 spectateurs Arbitre : Leighton Hodges |
| 17 mai 2014 19 h 00 WET | Essai(s) : Madigan (73e) Transformation(s) : Gopperth (74e) Pénalité(s) : Gopperth 2 (59e, 65e) Carton(s) jaune(s) : D'Arcy (35e) |                | Pénalité(s) : Jackson 3 (8e, 40e+3, 54e) | RDS Arena, Dublin 18 500 spectateurs Arbitre : Leighton Hodges |
| 17 mai 2014 19 h 00 WET | |                |                                          | RDS Arena, Dublin 18 500 spectateurs Arbitre : Leighton Hodges |

| 16 mai 2014 19 h 45 WET | Glasgow Warriors                                                                                | 16 – 15 (9 – 7) | Munster                                                                                              | Scotstoun Stadium, Glasgow 10 000 spectateurs Arbitre : Marius Mitrea |
| 16 mai 2014 19 h 45 WET | Essai(s) : Reid (47e) Transformation(s) : Russell (47e) Pénalité(s) : Russell 3 (18e, 37e, 40e) |                 | Essai(s) : Varley (10e), Dougall (52e) Transformation(s) : Keatley (10e) Pénalité(s) : Keatley (67e) | Scotstoun Stadium, Glasgow 10 000 spectateurs Arbitre : Marius Mitrea |
| 16 mai 2014 19 h 45 WET |                                                                                                 |                 | | Scotstoun Stadium, Glasgow 10 000 spectateurs Arbitre : Marius Mitrea |

#### Finale
| 31 mai 2014 18 h 15 WET | Leinster | 34 –12 (14–12) | Glasgow Warriors                                | RDS Arena, Dublin 19 200 spectateurs Arbitre : Nigel Owens |
| 31 mai 2014 18 h 15 WET | Essai(s) : Kirchner (2) (17e, 74e) Jennings (38e) D'Arcy (76e) Transformation(s) : Gopperth (4/4) Pénalité(s) : Gopperth (2/3) (60e, 65e) |                | Pénalité(s) : Russell (4/4) (4e, 13e, 35e, 40e) | RDS Arena, Dublin 19 200 spectateurs Arbitre : Nigel Owens |
| 31 mai 2014 18 h 15 WET | |                |                                                 | RDS Arena, Dublin 19 200 spectateurs Arbitre : Nigel Owens |

## Statistiques

### Meilleurs réalisateurs
| Rang | Joueur         | Club                  | Poste            | Points | Essais | Transf. | Pén. | Drops |
| ---- | -------------- | --------------------- | ---------------- | ------ | ------ | ------- | ---- | ----- |
| 1    | Dan Biggar     | Ospreys               | Demi d'ouverture | 219    | 1      | 38      | 41   | 5     |
| 2    | Paddy Jackson  | Ulster                | Demi d'ouverture | 183    | 4      | 14      | 45   | 0     |
| 3    | Jason Tovey    | Newport Gwent Dragons | Demi d'ouverture | 176    | 1      | 21      | 39   | 4     |
| 4    | Jimmy Gopperth | Leinster Rugby        | Demi d'ouverture | 170    | 1      | 30      | 1    | 34    |
| 5    | J. J. Hanrahan | Munster Rugby         | Demi d'ouverture | 152    | 3      | 28      | 27   | 0     |

### Meilleurs marqueurs
| Rang | Joueur          | Club             | Poste            | Essais |
| ---- | --------------- | ---------------- | ---------------- | ------ |
| 1    | Gareth Davies   | Scarlets         | Demi de mêlée    | 10     |
| 2    | Ashley Beck     | Ospreys          | Centre           | 8      |
| 2    | Jeff Hassler    | Ospreys          | Ailier           | 8      |
| 3    | Nikola Matawalu | Glasgow Warriors | Demi de mêlée    | 7      |
| 3    | Noel Reid       | Leinster         | Demi d'ouverture | 7      |

## Récompenses
| Poste                  | Joueur         | Club             |
| ---------------------- | -------------- | ---------------- |
| Arrière                | Liam Williams  | Scarlets         |
| Ailier droit           | Jeff Hassler   | Ospreys          |
| Centres                | Casey Laulala  | Munster          |
| Centres                | Alex Dunbar    | Glasgow Warriors |
| Ailier gauche          | Andrew Trimble | Ulster           |
| Demi d'ouverture       | Dan Biggar     | Ospreys          |
| Demi de mêlée          | Gareth Davies  | Scarlets         |
| Troisième ligne centre | Robin Copeland | Cardiff Blues    |
| Troisièmes lignes aile | Jordi Murphy   | Leinster         |
| Troisièmes lignes aile | Rhys Ruddock   | Leinster         |
| Deuxièmes lignes       | Alun Wyn Jones | Ospreys          |
| Deuxièmes lignes       | Johann Muller  | Ulster           |
| Pilier droit           | Samson Lee     | Scarlets         |
| Talonneur              | Sean Cronin    | Leinster         |
| Pilier gauche          | David Kilcoyne | Munster          |

| Récompense                | Lauréat                                           |
| ------------------------- | ------------------------------------------------- |
| Joueur de la saison       | Dan Biggar (Ospreys)                              |
| Jeune joueur de la saison | Jonny Gray (Glasgow Warriors)                     |
| Coach de la saison        | Rob Penney (Munster)                              |
| Prix d'honneur            | Leo Cullen (Leinster) Brian O'Driscoll (Leinster) |
| Botte d'or                | J. J. Hanrahan (Munster)                          |
| Collision Kings           | Connacht                                          |
| Prix du fair play         | Connacht Ulster                                   |
| Essai de la saison        | Tommy Seymour (Glasgow/Ospreys)                   |